# آيت وحليم (تغبالت)
آيت وحليم هي إحدى مشيخات المملكة المغربية، تتبع جغرافيا لإقليم زاكورة وإداريًا لتغبالت. يقدر عدد سكانها بـ 4928 نسمة حسب الإحصاء الرسمي للسكان والسكنى لسنة 2004.